# Odostelma peduncularis
Odostelma peduncularis là một loài thực vật có hoa trong họ Lạc tiên. Loài này được (Cav.) Raf. mô tả khoa học đầu tiên năm 1836.